# Сан Хуан Баутиста Тустепек (Сан Хуан Баутиста Тустепек, Оахака)
Сан Хуан Баутиста Тустепек (шп. San Juan Bautista Tuxtepec) насеље је у Мексику у савезној држави Оахака у општини Сан Хуан Баутиста Тустепек. Насеље се налази на надморској висини од 20 м.

## Становништво
Према подацима из 2010. године у насељу је живело 101810 становника.

### Хронологија
| Година       | 2000                  | 2005                  | 2010                   |
| ------------ | --------------------- | --------------------- | ---------------------- |
| Становништво | 84199 (40125 / 44074) | 94209 (44683 / 49526) | 101810 (48231 / 53579) |

### Попис
| \| \| м \| \| \| ж \| \| 0—2 \| 2.683 \| \| \| 2.726 \| \| 3—5 \| 3.073 \| \| \| 2.798 \| \| 6—11 \| 6.037 \| \| \| 5.921 \| \| 12—14 \| 2.898 \| \| \| 2.750 \| \| 15—17 \| 2.881 \| \| \| 2.989 \| \| 18—24 \| 6.247 \| \| \| 7.271 \| \| 60+ \| 3.351 \| \| \| 3.849 \| \| Просек : \| 28,3 \| \| \| 29,7 \| |       |  |  |       |
| |       |  |  |       |
| | м     |  |  | ж     |
| 0—2 | 2.683 |  |  | 2.726 |
| 3—5 | 3.073 |  |  | 2.798 |
| 6—11 | 6.037 |  |  | 5.921 |
| 12—14 | 2.898 |  |  | 2.750 |
| 15—17 | 2.881 |  |  | 2.989 |
| 18—24 | 6.247 |  |  | 7.271 |
| 60+ | 3.351 |  |  | 3.849 |
| Просек : | 28,3  |  |  | 29,7  |

| #   | Индикатор                                                                                        | Вредност |
| --- | ------------------------------------------------------------------------------------------------ | -------- |
| 1   | Становништво од 0 до 2 године                                                                    | 5409     |
| 2   | Мушко становништво од 0 до 2 године                                                              | 2683     |
| 3   | Женско становништво од 0 до 2 године                                                             | 2726     |
| 4   | Становништво са 3 и више година                                                                  | 95537    |
| 5   | Мушко становништво са 3 и више година                                                            | 45119    |
| 6   | Женско становништво са 3 и више година                                                           | 50418    |
| 7   | Становништво са 5 и више година                                                                  | 91617    |
| 8   | Мушко становништво са 5 и више година                                                            | 43056    |
| 9   | Женско становништво са 5 и више година                                                           | 48561    |
| 10  | Становништво са 12 и више година                                                                 | 77708    |
| 11  | Мушко становништво са 12 и више година                                                           | 36009    |
| 12  | Женско становништво са 12 и више година                                                          | 41699    |
| 13  | Становништво са 15 и више година                                                                 | 72060    |
| 14  | Мушко становништво са 15 и више година                                                           | 33111    |
| 15  | Женско становништво са 15 и више година                                                          | 38949    |
| 16  | Становништво са 18 и више година                                                                 | 66190    |
| 17  | Мушко становништво са 18 и више година                                                           | 30230    |
| 18  | Женско становништво са 18 и више година                                                          | 35960    |
| 19  | Становништво од 3 до 5 година                                                                    | 5871     |
| 20  | Мушко становништво од 3 до 5 година                                                              | 3073     |
| 21  | Женско становништво од 3 до 5 година                                                             | 2798     |
| 22  | Становништво од 6 до 11 година                                                                   | 11958    |
| 23  | Мушко становништво од 6 до 11 година                                                             | 6037     |
| 24  | Женско становништво од 6 до 11 година                                                            | 5921     |
| 25  | Становништво од 8 до 14 година                                                                   | 13592    |
| 26  | Мушко становништво од 8 до 14 година                                                             | 6931     |
| 27  | Женско становништво од 8 до 14 година                                                            | 6661     |
| 28  | Становништво од 12 до 14 година                                                                  | 5648     |
| 29  | Мушко становништво од 12 до 14 година                                                            | 2898     |
| 30  | Женско становништво од 12 до 14 година                                                           | 2750     |
| 31  | Становништво од 15 до 17 година                                                                  | 5870     |
| 32  | Мушко становништво од 15 до 17 година                                                            | 2881     |
| 33  | Женско становништво од 15 до 17 година                                                           | 2989     |
| 34  | Становништво од 18 до 24 године                                                                  | 13518    |
| 35  | Мушко становништво од 18 до 24 године                                                            | 6247     |
| 36  | Женско становништво од 18 до 24 године                                                           | 7271     |
| 37  | Женско становништво од 15 до 49 година                                                           | 30790    |
| 38  | Становништво са 60 и више година                                                                 | 7200     |
| 39  | Мушко становништво са 60 и више година                                                           | 3351     |
| 40  | Женско становништво са 60 и више година                                                          | 3849     |
| 41  | Однос између мушкараца и жена                                                                    | 90.02    |
| 42  | Становништво од нуле до 14 година                                                                | 28886    |
| 43  | Становништво од 15 до 64 године                                                                  | 67245    |
| 44  | Становништво од 65 година и више                                                                 | 4815     |
| 45  | Просечан број деце                                                                               | 1.99     |
| 46  | Становништво рођено у ентитету                                                                   | 80438    |
| 47  | Мушко становништво рођено у ентитету                                                             | 37894    |
| 48  | Женско становништво рођено у ентитету                                                            | 42544    |
| 49  | Становништво рођено у другом ентитету                                                            | 20048    |
| 50  | Мушко становништво рођено у другом ентитету                                                      | 9646     |
| 51  | Женско становништво рођено у другом ентитету                                                     | 10402    |
| 52  | Становништво од 5 година и више резидентно у ентитету у јуну 2005. године                        | 86024    |
| 53  | Мушко становништво старосног доба од 5 година и више, резидентно у ентитету у јуну 2005. године  | 40163    |
| 54  | Женско становништво старосног доба од 5 и више година, резидентно у ентитету у јуну 2005. године | 45861    |
| 55  | Становништво од 5 година и више које је живело у другом ентитету у јуну 2005. године             | 4439     |
| 56  | Мушко становништво старије од 5 година које је живело у другом ентитету у јуну 2005. године      | 2173     |
| 57  | Женско становништво старије од 5 година које је живело у другом ентитету у јуну 2005. године     | 2266     |
| 58  | Становништво од 3 године и више које говори аутохтони језик                                      | 11379    |
| 59  | Мушко становништво старо 3 године и више које говори аутохтони језик                             | 4842     |
| 60  | Женско становништво старо 3 године и више које говори аутохтони језик                            | 6537     |
| 61  | Становништво од 3 године и више које говори аутохтони језик и не говори шпански језик            | 182      |
| 62  | Мушко становништво старо 3 године и више које говори аутохтони језик и не говори шпански         | 35       |
| 63  | Женско становништво старо 3 године и више које говори аутохтони језик и не говори шпански језик  | 147      |
| 64  | Становништво старо 3 године и више које говори аутохтони језик и шпански                         | 10679    |
| 65  | Мушко становништво старо 3 године и више које говори аутохтони језик и шпански                   | 4612     |
| 66  | Женско становништво старо 3 године и више које говори аутохтони језик и шпански                  | 6067     |
| 67  | Становништво од 5 година и више које говори аутохтони језик                                      | 11330    |
| 68  | Становништво од 5 година и више које говори аутохтони језик и не говори шпански језик            | 182      |
| 69  | Становништво од 5 година и више које говори аутохтони језик и говори шпански језик               | 10635    |
| 70  | Становништво у домородачким домаћинствима                                                        | 26273    |
| 71  | Становништво са ограничењима у активностима                                                      | 4302     |
| 72  | Становништво са ограниченим ходањем или кретањем, горе или доле                                  | 2219     |
| 73  | Становници са ограничењима вида, чак и уз кориштење сочива                                       | 1479     |
| 74  | Становништво са ограничењима говора, комуникације или конверзације                               | 471      |
| 75  | Становништво са ограниченим слухом                                                               | 384      |
| 76  | Становништво са ограничењима при одевању, купању или јелу                                        | 203      |
| 77  | Становништво са ограничењима у опажању или учењу једноставних ствари                             | 229      |
| 78  | Становништво са менталним ограничењима                                                           | 391      |
| 79  | Становништво без ограничења активности                                                           | 96075    |
| 80  | Становништво од 3 до 5 година које не похађа школу                                               | 2940     |
| 81  | Мушко становништво од 3 до 5 година које не похађа школу                                         | 1593     |
| 82  | Женско становништво од 3 до 5 година које не похађа школу                                        | 1347     |
| 83  | Становништво од 6 до 11 година које не похађа школу                                              | 386      |
| 84  | Мушко становништво од 6 до 11 година које не похађа школу                                        | 213      |
| 85  | Женско становништво од 6 до 11 година које не похађа школу                                       | 173      |
| 86  | Становништво од 12 до 14 година које не похађа школу                                             | 320      |
| 87  | Мушко становништво од 12 до 14 година које не похађа школу                                       | 193      |
| 88  | Женско становништво од 12 до 14 година које не похађа школу                                      | 127      |
| 89  | Становништво од 15 до 17 година похађа школу                                                     | 4386     |
| 90  | Мушко становништво од 15 до 17 година похађа школу                                               | 2145     |
| 91  | Женско становништво између 15 и 17 година живота у школи                                         | 2241     |
| 92  | Становништво од 18 до 24 године похађа школу                                                     | 4316     |
| 93  | Мушко становништво од 18 до 24 године похађа школу                                               | 2105     |
| 94  | Женско становништво од 18 до 24 године похађа школу                                              | 2211     |
| 95  | Становништво од 8 до 14 година које не може да чита и пише                                       | 367      |
| 96  | Мушко становништво старосног доба од 8 до 14 година које не може да чита и пише                  | 214      |
| 97  | Женско становништво старосног доби од 8 до 14 година које не може да чита и пише                 | 153      |
| 98  | Становништво од 15 година и више које је неписмено                                               | 4483     |
| 99  | Мушко становништво од 15 година и више које је неписмено                                         | 1525     |
| 100 | Женско становништво од 15 година и више које је неписмено                                        | 2958     |
| 101 | Становништво старо 15 и више година без школовања                                                | 4717     |
| 102 | Мушко становништво старо 15 и више година без школовања                                          | 1700     |
| 103 | Женско становништво старо 15 и више година без школовања                                         | 3017     |
| 104 | Становништво старосног доба 15 и више година са непотпуним основним образовањем                  | 8562     |
| 105 | Мушко становништво старосног доба од 15 година и више са непотпуном основним образовањем         | 3687     |
| 106 | Женско становништво старосног доба 15 и више година са непотпуном основним образовањем           | 4875     |
| 107 | Становништво старо 15 и више година са комплетним основним образовањем                           | 10410    |
| 108 | Мушко становништво старо 15 година и више са комплетним основним образовањем                     | 4503     |
| 109 | Женско становништво старо 15 и више година са комплетним основним образовањем                    | 5907     |
| 110 | Становништво старосног доба 15 и више година са непотпуним средњим образовањем                   | 3930     |
| 111 | Мушко становништво старосног доба од 15 година и више са непотпуним средњим образовањем          | 2027     |
| 112 | Женско становништво старосног доба од 15 година и више са непотпуним средњим образовањем         | 1903     |
| 113 | Становништво старо 15 и више година са пуним секундарном образовањем                             | 15635    |
| 114 | Мушко становништво старосног доба од 15 година и више са пуним секундарном образовањем           | 7340     |
| 115 | Женско становништво старосног доба од 15 година и више са пуним секундарном образовањем          | 8295     |
| 116 | Становништво старије од 18 година са постосновним образовањем                                    | 26552    |
| 117 | Мушко становништво старије од 18 година са постосновним образовањем                              | 12892    |
| 118 | Женско становништво старије од 18 година са постосновним образовањем                             | 13660    |
| 119 | Просечна оцена школовања                                                                         | 8.96     |
| 120 | Просечан ниво образовања мушке популације                                                        | 9.27     |
| 121 | Просечан ниво образовања женског становништва                                                    | 8.7      |
| 122 | Економски активно становништво                                                                   | 43317    |
| 123 | Економски активна мушка популација                                                               | 26543    |
| 124 | Економски активна женска популација                                                              | 16774    |
| 125 | Становништво које није економски активно                                                         | 34004    |
| 126 | Мушко становништво које није економски активно                                                   | 9238     |
| 127 | Женско становништво које није економски активно                                                  | 24766    |
| 128 | Запослено становништво                                                                           | 41382    |
| 129 | Запослено мушко становништво                                                                     | 25057    |
| 130 | Запослено женско становништво                                                                    | 16325    |
| 131 | Незапослена популација                                                                           | 1935     |
| 132 | Незапослена мушка популација                                                                     | 1486     |
| 133 | Незапослена женска популација                                                                    | 449      |
| 134 | Становништво без права на здравствене услуге                                                     | 35276    |
| 135 | Становништво које има право на здравствене услуге                                                | 65392    |
| 136 | Становништво које има право на ИМСС                                                              | 33873    |
| 137 | Становништво које има право на социјално осигурање                                               | 12114    |
| 138 | Становништво које има право на државно социјално осигурање                                       | 183      |
| 139 | Становништво које има право на опште осигурање или здравствено осигурање за нову генерацију      | 19006    |
| 140 | Становништво које је било једном или није било у браку током 12 година и више                    | 27360    |
| 141 | Венчано или уједињено становништво од 12 година и више                                           | 42036    |
| 142 | Становништво које је било у браку или уједињено 12 година и више                                 | 8077     |
| 143 | Становништво са католичком религијом                                                             | 76563    |
| 144 | Протестанти, еванђелисти и библијски следбеници различити од еванђелиста                         | 17235    |
| 145 | Становништво са другим религијама различитим од претходних                                       | 45       |
| 146 | Становништво без религије                                                                        | 6186     |
| 147 | Укупно пописаних домаћинства                                                                     | 27310    |
| 148 | Пописна домаћинства на челу са мушкарцима                                                        | 19070    |
| 149 | Пописна домаћинства на челу са женама                                                            | 8240     |
| 150 | Становништво у пописним домаћинствима                                                            | 100493   |
| 151 | Становништво у пописним домаћинствима на челу са мушкарцима                                      | 73562    |
| 152 | Становништво у пописним домаћинствима на челу са женама                                          | 26931    |
| 153 | Укупно домаћинстава                                                                              | 34219    |
| 154 | Укупно насељених домаћинстава                                                                    | 27604    |
| 155 | Укупно приватних кућа                                                                            | 33925    |
| 156 | Насељени приватни домови                                                                         | 27310    |
| 157 | Укупно насељених приватних кућа                                                                  | 27594    |
| 158 | Ненасељене приватне куће                                                                         | 4993     |
| 159 | Појединачна домаћинства за привремену употребу                                                   | 1622     |
| 160 | Становници у насељеним приватним кућама                                                          | 100493   |
| 161 | Насељеност станара у приватним становима                                                         | 3.68     |
| 162 | Просечно становника по соби у приватним насељеним домаћинствима                                  | 1.07     |
| 163 | Појединачна домаћинства са подовима од различитих материјала од земље                            | 25768    |
| 164 | Појединачна домаћинства у приземљу                                                               | 1313     |
| 165 | Појединачна домаћинства са једном спаваћом собом                                                 | 11315    |
| 166 | Појединачна домаћинства са две спаваће собе и више                                               | 15788    |
| 167 | Појединачна домаћинства са једним собом                                                          | 3286     |
| 168 | Појединачна домаћинства са две собе                                                              | 5144     |
| 169 | Појединачна домаћинства са 3 собе и више                                                         | 18657    |
| 170 | Појединачна домаћинства која имају електрично светло                                             | 26847    |
| 171 | Појединачна домаћинства која немају електрично светло                                            | 270      |
| 172 | Појединачна домаћинства која имају водоводну воду у стамбеном простору                           | 25362    |
| 173 | Појединачна домаћинства која немају водоводну воду у стамбеном простору                          | 1732     |
| 174 | Појединачна домаћинства која имају тоалет                                                        | 26718    |
| 175 | Појединачна домаћинства која имају канализацију                                                  | 26334    |
| 176 | Појединачна домаћинства која немају канализацију                                                 | 713      |
| 177 | Појединачна домаћинства која имају електрично светло, довод воде из јавне мреже и канализацију   | 24695    |
| 178 | Појединачна домаћинства без икаквих услова                                                       | 466      |
| 179 | Појединачна домаћинства која имају радио                                                         | 20111    |
| 180 | Појединачна домаћинства која имају телевизор                                                     | 25349    |
| 181 | Појединачна домаћинства која имају фрижидер                                                      | 23001    |
| 182 | Појединачна домаћинства која имају машину за веш                                                 | 18417    |
| 183 | Појединачна домаћинства која имају аутомобил или комби                                           | 8461     |
| 184 | Појединачна домаћинства која имају рачунар                                                       | 7477     |
| 185 | Појединачна домаћинства која имају фиксну телефонску линију                                      | 8573     |
| 186 | Појединачна домаћинства која имају мобилни телефон                                               | 20274    |
| 187 | Појединачна домаћинства која имају приступ интернету                                             | 4784     |
| 188 | Величина локације                                                                                | 11       |